# Dübeleisen

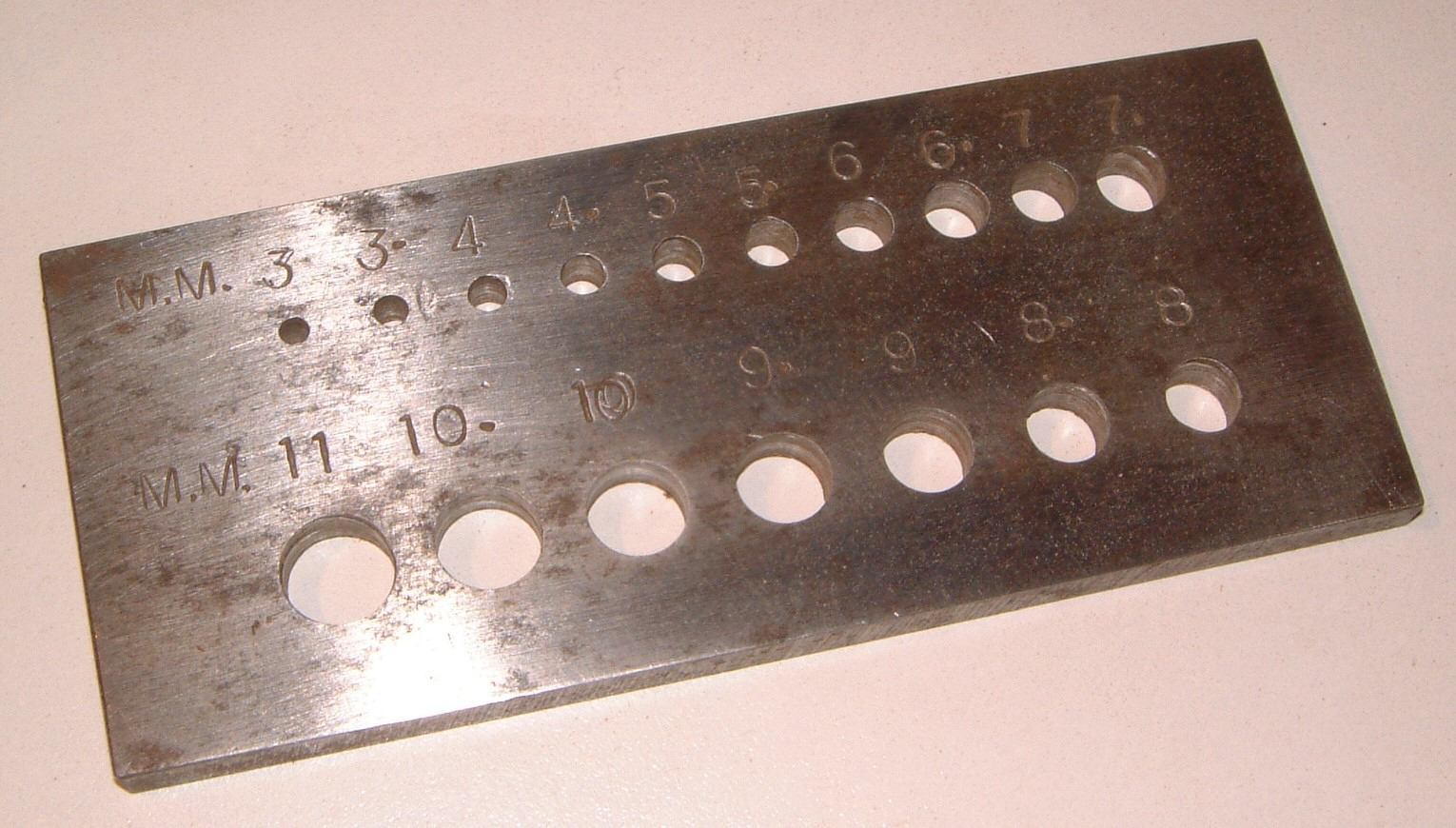
Dübeleisen für glatte Dübel

Das Dübeleisen ist eine Vorrichtung zur manuellen Herstellung hölzerner Dübel.
Das Dübeleisen besteht aus einem gehärteten Stück Flachstahl mit runden Löchern in den gängigen Dübelgrößen. Die Löcher weisen scharfe Ränder mit glatten oder geriffelten Kanten auf. Für die Fertigung der Dübel werden Holzrohlinge in der passenden Größe durch die Löcher getrieben und erhalten dabei ihren genauen Durchmesser und die äußere Form.
Gebräuchlich waren Dübeleisen in holzverarbeitenden Handwerksbetrieben, solange Dübel hauptsächlich selber angefertigt und nicht als fertiges Produkt zugekauft wurden. Dafür wurde das Dübeleisen fest auf Holzklötzen befestigt. Im 21. Jahrhundert werden sie in besonderen Fällen wie der Herstellung von Dübeln aus hochwertigen Hölzern eingesetzt.